# Hans Bielenberg
Hans Bielenberg (* 23. Februar 1883 in Burg auf Fehmarn; † 11. Juli 1970 in Neumünster) war ein deutscher Verwaltungsjurist und Kommunalbeamter.

## Leben
Bielenberg studierte an der Philipps-Universität Marburg und wurde 1904 Mitglied des Corps Hasso-Nassovia. 1908 wurde er an der Friedrich-Alexander-Universität Erlangen zum Dr. iur. promoviert.  1910 war er Referendar in Altona. Von 1921 bis 1925 war er Landrat des Kreises Südtondern. Als solcher sorgte er dafür, dass die dänische Anhängerschaft in seinem Kreis nach der Abstimmung unter anderem deshalb zurückging, weil „Gesinnungsschwächlinge“ boykottiert wurden. In der Zeit des Nationalsozialismus wurde er am 7. Juli 1933 Landrat des Saalkreises in der Provinz Sachsen in Halle (Saale) und blieb dies bis 1945.